# Chiến dịch tấn công Memel
Chiến dịch tấn công Memel là một trận tấn công của Hồng quân Liên Xô nhằm vào quân đội Đức Quốc xã, diễn ra vào giai đoạn cuối của cuộc chiến tranh Xô-Đức thuộc thế chiến thứ hai. Chiến dịch Memel là một thắng lợi quan trọng của quân đội Liên Xô khi họ đã đánh tan một phần lớn binh lực Tập đoàn quân thiết giáp số 3, giải phóng phần lớn lãnh thổ Litva và chính thức cắt đứt Cụm Tập đoàn quân Bắc khỏi lực lượng chính của quân Đức và dồn cụm quân này lên mỏm đất Kurland. Cụm Tập đoàn quân Bắc lúc này gần như đã mất hết vai trò trong cuộc chiến và bị giam lỏng tại khu vực Courland cho đến khi nó đầu hàng vào cuối chiến tranh.

## Bối cảnh
Chiến thắng của quân đội Liên Xô trong chiến dịch Bagration không chỉ giáng một đòn hủy diệt vào Cụm Tập đoàn quân Trung tâm, đục một lỗ thủng hàng trăm cây số tại chính diện mặt trận Xô-Đức mà còn đặt Cụm Tập đoàn quân Bắc trước nguy cơ bị cô lập và cắt rời khỏi lực lượng chính. Mặc dù trong các chiến dịch Doppelkopf và Casar quân Đức đã tạm thời thiết lập lại một hành lang hẹp nối liền Cụm Tập đoàn quân Bắc với phần còn lại của quân đội Đức Quốc xã, thành quả đó đã phải đánh đổi bằng những tổn thật rất lớn và nguy cơ bị bao vây của Cụm Tập đoàn quân Bắc vẫn còn treo lơ lửng trên đầu.
Nguy cơ bị cô lập đối với đạo quân này một lần nữa lại bùng lên trong cuộc tổng tấn công vào Riga của cả ba phương diện quân Baltic vào ngày 14 tháng 9 năm 1944. Trong suốt một tháng Cụm Tập đoàn quân Bắc phải chống đỡ vất vả trước các đợt tấn công dữ dội của quân đội Liên Xô tại Riga nhưng không thể ngờ rằng đòn kết liễu số phận của họ lại diễn ra ở mặt Nam.

## Binh lực và kế hoạch

### Quân đội Liên Xô
- Phương diện quân Baltic 1 (tư lệnh: đại tướng I. Kh. Bagramyan, tham mưu trưởng: trung tướng V. V. Kurasov)
  - Tập đoàn quân cận vệ số 5 (thượng tướng V. T. Volskiy)
  - Tập đoàn quân số 33 (trung tướng V. D. Tsvetayev)
  - Tập đoàn quân số 43 (trung tướng A. P. Beloborodov)
  - Tập đoàn quân số 51 (trung tướng Ya. G. Kreyzer)
  - Tập đoàn quân xung kích số 4 (trung tướng P. F. Malyshev)
  - Tập đoàn quân cận vệ số 6 (trung tướng I. M. Chistyakov)

Trong khi cuộc tấn công vào Riga vẫn đang diễn ra quyết liệt, Đại bản doanh Bộ Tổng tư lệnh Tối cao Liên Xô STAVKA đã bắt tay vào chuẩn bị một đòn tấn công mới tại một trục tấn công hoàn toàn khác: vùng Memel nằm tại biên giới Litva-Đông Phổ. Kế hoạch này được thông báo trong chỉ thị ban hành ngày 24 tháng 9 năm 1944 của Đại bản doanh.. Theo đó, Phương diện quân Baltic 1 của đại tướng I. Kh. Bagramyan sẽ ngưng tấn công, giao mục tiêu Riga lại cho hai Phương diện quân Baltic kia và chuẩn bị binh lực đánh vào Memel. Sự thay đổi hướng tấn công của Đại bản doanh không phải là không có cơ sở, do Cụm Tập đoàn quân Bắc đứng trước nguy cơ bị bao vây đã tiến hành triệt thoái khỏi Estonia và thiết lập một vành đai phòng ngự cứng rắn ở Riga.
Để thực hiện đợt tấn công mới này đòi hỏi sự tái cơ cấu và thay đổi binh lực ở quy mô lớn tại các Phương diện quân Baltic 1 và 2. Từ ngày 29 tháng 7, tập đoàn quân số 16 (Đức) đã bắt đầu phát hiện các hoạt động chuyển quân của phía Liên Xô từ khu vực Riga sang hướng Tây Nam. Thật vậy, một số đơn vị mạnh của quân đội Liên Xô như tập đoàn quân xung kích số 4 và tập đoàn quân số 51 đã được điều sang Phương diện quân Baltic 1 để phục vụ cho hướng tấn công mới. Trước đó, ngày 8 tháng 7 Nguyên soái G. K. Zhukov đã hạ lệnh bí mật điều Tập đoàn quân xe tăng cận vệ số 5 từ Phương diện quân Byelorussia 3 sang Phương diện quân Baltic 1. Kết quả là Phương diện quân Baltic 1 đã có trong tay một lực lượng xung kích mạnh gồm tập đoàn quân số 43, cận vệ số 6 và số 2, xung kích số 4 hỗ trợ bởi các đơn vị cơ động của Phương diện quân, ngoài ra còn có tập đoàn quân xe tăng cận vệ số 5 và thê đội 2 của tập đoàn quân số 51. Từ ngày 24 tháng đến 4 tháng 10, 50 sư đoàn bộ binh, 15 lữ đoàn xe tăng và 93 trung đoàn pháo binh đã được bí mật điều đến vị trí tác chiến mới. Mặc dù nhận diện được sự dịch chuyển binh lực của quân đội Liên Xô, tuy nhiên quân Đức đã không thể phát hiện được "điểm đến" của các đơn vị này. Và cứ cho là quân Đức nhận diện được các đợt chuyển quân của phía Liên Xô thì mọi thứ đã quá muộn: phía Đức không có thời gian để chuẩn bị phương án đối phó.
Đồng thời, với mục tiêu hỗ trợ cho chiến cục ở hướng Šiauliai - Memel, Phương diện quân Byelorussia 3 của I. D. Chernyakhovsky sẽ tổ chức một đợt công kích vỗ mặt vào Đông Phổ theo hướng Konisberg vào cùng thời gian đó hoặc ngay sau đó một chút.

### Quân đội Đức Quốc xã
- Cánh Bắc của Tập đoàn quân thiết giáp số 3 (tư lệnh: thượng tướng Erhard Raus)
  - Quân đoàn số 28 (trung tướng bộ binh Hans Gollnick)
  - Quân đoàn thiết giáp số 40 (trung tướng xe tăng Sigfrid Henrici)

## Diễn biến

### Tấn công
Ngày 5 tháng 10, Phương diện quân Baltic nổ súng tấn công trên một địa đoạn 60 dặm, tập trung đánh mạnh vào khu phòng tuyến mỏng yếu nhất của Tập đoàn quân thiết giáp số 3 (Đức) do sư đoàn dân vệ xung kích số 551 chống giữ. Thật vậy, quân Đức trấn thủ ở đây đã bị đánh tan ngay trong ngày đầu tiên và quân đội Liên Xô đột phá được đến 10 dặm. Ngay lập tức tập đoàn quân xe tăng cận vệ số 5 được tung ngay vào đột phá khẩu và đến chiều nó đã chọc sâu vào hậu cứ quân Đức, nhằm thẳng đến bờ biển Memel. Sang ngày 7 tháng 10, đoàn bộ dải phòng ngự của Tập đoàn quân thiết giáp số 3 bắt đầu sụp đổ, và ở phía Nam Tập đoàn quân số 43 (Liên Xô) cũng mở được một đột phá khẩu. Đến ngày 9, Tập đoàn quân số 43 đã tiến đến vùng bờ biển phía Nam Memel trong khi tập đoàn quân xe tăng cận vệ số 5 vận động bao vây mặt Bắc. Cánh phải của Phương diện quân Byelorussia 3 ở phía Nam cũng đang tiến sát đến Tilsit. Cùng ngày 9 tháng 10, lực lượng tiên phong của Tập đoàn quân xe tăng cận vệ số 5 đã đánh chiếm sở chỉ huy của Tập đoàn quân thiết giáp số 3 (Đức). Chỉ huy Tập đoàn quân thiết giáp số 3 - tướng Erhard Raus - cùng các cộng sự của ông ta đã phải mở đường máu tháo chạy vào nội đô thành phố Memel. Trước tình hình mặt trận tập đoàn quân thiết giáp số 3 tan vỡ, vào ngày 9 tháng 10 tư lệnh Cụm Tập đoàn quân Bắc - thống chế Ferdinand Schörner - đã dự tính tổ chức một đợt phản kích giải nguy cho Tập đoàn quân thiết giáp số 3 nếu quân Đức có thể rút quân khỏi Riga; tuy nhiên do nhiều nguyên nhân mà cuộc tấn công này bị trì hoãn. Dầu sao, Hải quân Đức Quốc xã đã có thể di tản được một phần đáng kể binh lính Đức đồn trú cùng một số cư dân trong thành phố vào thời gian đó Còn quân đoàn số 28 của Đức tiếp tục chống giữ tuyến phòng ngự xung quanh Memel.
Việc Tập đoàn quân thiết giáp số 3 bị đánh tan và bị dồn về Memel đã chính thức "đóng dấu" số phận của Cụm Tập đoàn quân Bắc; nó đã hoàn toàn bị cắt khỏi lực lượng chính và bị nhốt ở vùng Ban Tích. Không còn cách nào khác, Ferdinand Schörner hạ lệnh triệt binh khỏi Riga và rút về đóng tại bàn đạp ở bán đảo Kurland. Cuộc rút binh diễn ra dưới làn mưa bom bão đạn cùng sự truy kích ráo riết của các Phương diện quân Baltic 1, 2 của Liên Xô. Đến ngày 23 tháng 10, Cụm Tập đoàn quân Bắc đã rút lui an toàn về Kurland. Tuy nhiên, Hitler yêu cầu quân Đức phải giữ vững bàn đạp này và vì vậy chỉ một phần rất nhỏ binh lực Đức được di tản khỏi bán đảo. Cụm Tập đoàn quân Bắc đã yên vị trong "cái túi" Kurland và gần như mất hết vai trò trong cuộc chiến.
Sau khi khóa chặt Cụm Tập đoàn quân Bắc ở Kurland, Đại bản doanh hạ lệnh cho Phương diện quân Byelorussia 3 tấn công theo hướng Gumbinen-Königsberg vào lực lượng còn lại của Tập đoàn quân thiết giáp số 3 đang trấn thủ biên giới Đông Phổ. Tuy nhiên đợt tấn công gặp phải sự chống cự quyết liệt của quân Đức và quân đội Liên Xô buộc phải dừng lại ở ngoại vi Gumbinen chỉ sau ít ngày tấn công. Quân Đức đã chặn được Phương diện quân Byelorussia 3 ở Gumbinen nhưng dầu sao phía Liên Xô cũng đột phá được 50-100 cây số vào Đông Phổ và học được từ kinh nghiệm xương máu những gì cần phải được chuẩn bị để có thể giải quyết hệ thống thành lũy dày đặc cũng như địa hình khó khăn ở đây.

### Vây hãm Memel
Do cuộc tấn công của Phương diện quân Byelorussia vào Đông Phổ không đạt được kết quả như mong đợi, Phương diện quân Baltic 1 không tiếp tục thanh toán luôn quân đồn trú Memel mà chuyển sang phong tỏa thành phố. Quân Đức tại Memel - bao gồm tàn binh của sư đoàn thiết giáp xung kích "Đại Đức", sư đoàn bộ binh số 58 và sư đoàn thiết giáp số 7 - dựa vào địa hình phức tạp và các công sự vững chắc tiếp tục chống giữ "bàn đạp" nhỏ này với sự hỗ trợ của pháo hạm trên các tàu chiến Đức (trong đó có chiếc Prinz Eugen và nhận được tiếp tế từ Đông Phổ qua một "hành lang" hẹp tại mũi đất Kursh. Trong thời gian bị phong tỏa, dân chúng chạy loạn trong vùng đã được đưa vào sống trong nội đô thành phố và binh lính bị thương được di tản bằng đường biển. Các sư đoàn thiết giáp số 7 và "Đại Đức" do bị đánh thiệt hại quá nặng cũng được rút về hậu phương để củng cố lại; thế chỗ họ là sư đoàn bộ binh số 95.
Tuy nhiên, thành công của cuộc tấn công vào Đông Phổ của quân đội Liên Xô đầu năm 1945 đã khiến thế đứng của quân Đức ở Memel không còn duy trì lâu được nữa. Ngày 27 tháng 1 năm 1945, quân đoàn số 28 (Đức) rút bỏ Memel về tham gia trấn thủ Samland, còn tàn binh của sư đoàn bộ binh số 95 và 58 được di tản bằng được bộ qua mũi đất Kursh với sư đoàn số 58 đóng vai trò chặn hậu. Về sau, các lực lượng này đều bị tiêu diệt trong các trận tấn công tại Pillau và Palmnicken. Những người lính Đức cuối cùng rời Memel vào lúc 4 giờ sáng ngày 28 tháng 1 và vài giờ sau đó quân đội Liên Xô đã làm chủ thành phố. Các cuộc kháng cự lẻ tẻ trong thành phố đều bị dập tắt.

## Kết quả
Chiến dịch tấn công Memel đã đánh tan Tập đoàn quân thiết giáp số 3 và qua đó cắt đứt tuyến liên lạc trên bộ giữa Cụm Tập đoàn quân Bắc với phần còn lại của quân Đức, nhốt cụm quân này vào một "cái túi" tại bán đảo Kurland. Kể từ đó, Cụm Tập đoàn quân Bắc bị cô lập tại khu vực này và mất hết vai trò trong cuộc chiến, nhất là khi Hitler cấm quân Đức rút lui và không cho di tản binh lính khỏi Kurland để phục vụ cho các mặt trận khác. Để tiết kiệm binh lực cũng như do vị trí thứ yếu của mặc trận Tây Bắc, quân đội Liên Xô không tung quân thanh toán Cụm Tập đoàn quân Bắc (lúc này đã đổi tên thành cụm Tập đoàn quân Kurland) mà chuyển sang giam lỏng đội quân này trong khu vực Kurland. Đối với quân đội Liên Xô, cụm quân này chẳng qua chỉ là một trại tù binh tự túc tự cấp.
Sau chiến tranh, thành phố Memel - vốn bị phát xít Đức xâm chiếm từ năm 1939 - đã được trả về cho Litva, lúc này đã là một nước Cộng hòa thuộc Liên bang Xô Viết. Đến năm 1947 thành phố được đổi về tên cũ tiếng Litva là Klaipėda.